# Trolleybus de Seattle
Le réseau de trolleybus de Seattle est l'un des systèmes de transport en commun desservant la ville de Seattle, dans l'État de Washington, aux États-Unis.

## Réseau actuel

### Aperçu général
Le réseau compte 15 lignes de trolleybus.
| Ligne numéro | Destinations                                                                                      |
| ------------ | ------------------------------------------------------------------------------------------------- |
| 1            | DOWNTOWN, 3rd. Ave. − KINNEAR, W. Fulton St.                                                      |
| 2            | MADRONA PARK − DOWNTOWN, 3rd. Ave. − West Queen Anne, W. Raye St.                                 |
| 3            | MADRONA, E. Union St. − Jefferson St. − DOWNTOWN, 3rd Av − North Queen Anne, 1st Ave.W/W.Raye St. |
| 4            | JUDKINS PARK, S. Walker St. − Jefferson St. − DOWNTOWN, 3rd Av − East Queen Anne, Nob Hill Av.    |
| 7            | DOWNTOWN, Pine St. − RAINIER BEACH, S Prentice St.                                                |
| 10           | DOWNTOWN, Marion St./2nd. Ave. − CAPITOL HILL, E. Galer St.                                       |
| 12           | DOWNTOWN, Pine Ave./Terry Ave. − FIRST HILL, INTERLAKEN PARK                                      |
| 13           | DOWNTOWN, Spring Ave./6th. Ave. − SEATTLE PACIFIC UNIVERSITY                                      |
| 14           | MOUNT BAKER, S Hanford St. − DOWNTOWN                                                             |
| 36           | DOWNTOWN, Pine St. − BEACON HILL − OTHELLO STATION                                                |
| 43           | DOWNTOWN, 2nd Ave./Pike St. − UNIVERSITY DISTRICT, NE 45th. St.                                   |
| 44           | MONTLAKE NE Pacific Pl. − BALLARD, 32nd Av NW                                                     |
| 47           | DOWNTOWN, 3rd. Ave. − SUMMIT, Bellevue Pl.                                                        |
| 49           | DOWNTOWN, 3rd. Ave/Pike St. − BROADWAY − UNIVERSITY DISTRICT, 12th Av NE                          |
| 70           | DOWNTOWN, 3rd Av/S. Main St. − UNIVERSITY DISTRICT, Brooklyn Av. NE                               |

### Matériel roulant

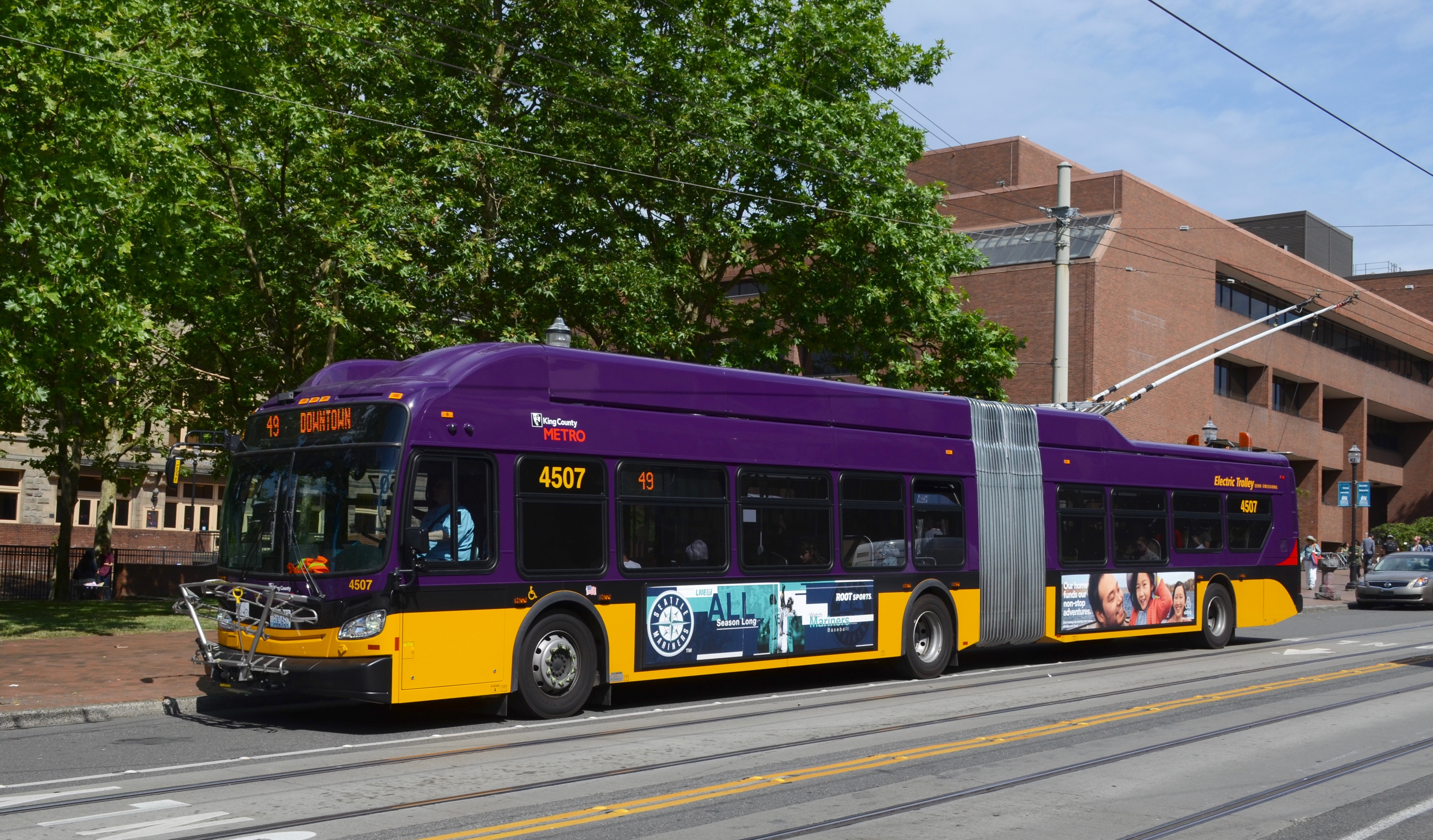
Un trolleybus articulé New Flyer.

Le réseau exploite deux modèles de trolleybus.
| Numéros   | Quantité | Constructeur | Équipement électrique | Modèle N° | Type     | Années de construction |
| --------- | -------- | ------------ | --------------------- | --------- | -------- | ---------------------- |
| 4300–4409 | 110      | New Flyer    | Vossloh Kiepe / Škoda | XT40      | Standard | 2014–2016              |
| 4500–4563 | 64       | New Flyer    | Vossloh Kiepe / Škoda | XT60      | Articulé | 2015–2016              |